# CCITT Group 4
CCITT Group 4 je kódovací standard pro kompresi faksimilních přenosů (fax) a pro komprimaci obrazových dat monochromatických dokumentů (barevná hloubka 1bit). Tento kompresní algoritmus využívá podobného kódování, jako je Huffmanovo kódování na snížení redundance v datovém proudu.
Kódování Group 4 má vylepšený kompresní algoritmus, dosahuje téměř dvakrát vyššího kompresního poměru než Group 3. Navíc v tomto kódování chybí synchronizační informace, proto je toto kódování méně vhodné pro faksimilní přenos a je vhodnější pro archivaci dokumentů.

## Použití
Kódování CCITT Group 4 se využívá např. v souborových formátech:
- TIFF
- Fax